# 유나이티드 항공 (방글라데시)
유나이티드 항공(영어: United Airways)는 방글라데시의 항공사로 총 13개 노선을 취항하고 있다. 본사는 방글라데시 다카에 위치해 있으며 2005년에 설립했다. 또한 사용하고 있는 허브 공항으로 샤잘랄 국제공항, 샤아마나트 국제공항이 있으며 미국의 항공사인 유나이티드 항공과 무관하다.

## 보유 기종
- 2012년 4월 기준으로 유나이티드 항공은 다음과 같은 기종을 보유하고 있으며 평균 기령은 19.5년이다.[2][3]